# Canthium bakerianum
Canthium bakerianum är en måreväxtart som beskrevs av Emmanuel Drake del Castillo. Canthium bakerianum ingår i släktet Canthium och familjen måreväxter.
Artens utbredningsområde är Madagaskar. Inga underarter finns listade i Catalogue of Life.